# Altair (okręt)
„Altair” – nazwa noszona na przestrzeni dziejów przez okręty różnych państw:
- „Altair” (V45)(inne języki) – szwedzki torpedowiec typu Plejad(inne języki) z początku XX wieku[1]
- „Altair”– francuski slup (awizo) typu Flower z okresu I wojny światowej[2]
- „Altair”(inne języki) – włoski torpedowiec typu Spica z okresu międzywojennego i II wojny światowej[3]
- „Altair” (F591)(inne języki) – włoski niszczyciel eskortowy typu Cannon z okresu II wojny światowej, ex-amerykański USS „Gandy” (DE-764), zakupiony w 1951 roku i przeklasyfikowany na fregatę w 1957 roku[4]
- „Altair” (M736) – francuski trałowiec typu Sirius(inne języki) z lat 50. XX wieku[5]
- „Altair” (T108)(inne języki) – szwedzki kuter torpedowy typu Plejad(inne języki) z lat 50. XX wieku[6]